# Биг-Бэр-Лейк (Калифорния)
Биг-Бэр-Лейк — небольшой город в округе Сан-Бернардино, в штате Калифорния, расположенный в горах Сан-Бернардино вдоль южного берега озера Биг-Беар-Лейк и окруженный Национальным лесом Сан-Бернардино.
Город расположен примерно в 40 км к северо-востоку от города Сан-Бернардино. По данным переписи 2010 года, численность населения составляла приблизительно 5 019 человек. Однако, поскольку город является курортом, фактическое число людей, проживающих или посещающих Биг-Бэр-Лейк, регулярно растет до более чем 100 000 в течение выходных дней в году.

## История
Район озера Биг-Бэр был заселен коренным народом Серрано более 2000 лет назад, прежде чем он был исследован Бенджамином Уилсоном и его группой.
В 1921 году Эмиль Джессерун купил 16 га земли, которая включала в себя горячий источник, и в 1921 году построил первый крупный курорт в Биг-Бэр-Лейк — отель Pan Hot Springs. За этим курортом последовали другие, которые стремились быть лучшими, создавая атмосферу загородного клуба с удобствами, необходимыми для привлечения голливудских знаменитостей того времени. К 1924 году Биг-Бэр-Лейк насчитывал 44 курорта и был постоянно заполнен отдыхающими. Отель Pan Hot Springs, как и многие другие курорты и отели в Биг-Бэр-Лейк, сильно пострадал от пожара в 1933 году.
Первый лыжный трамплин в Биг-Беар был построен в 1929 году с годами их количество увеличилось, а город начал использоваться для проведения соревнований и мероприятий.
Летом 1968 года Калифорнийский технологический институт начал строительство солнечной обсерватории «Большой Медведь», расположенной на северном берегу озера. При строительстве из-за сильного дождя и снега уровень воды в озере поднялся на несколько метров, и обсерватория была окружена водой. Позже строительство обсерватории успешно закончилось. Обсерватория, в настоящее время управляемый Технологическим институтом Нью-Джерси, по-прежнему является одной из главных достопримечательностей Большого Медвежьего озера.
С 1970 года в Биг-Бэр-Лейк ежегодно проводится фестиваль Октоберфест. 28 ноября 1980 года Биг-Бэр-Лейк получил официальный статус города.
В 1990-е годы город прославился как тренировочное место для чемпионов по боксу.
В феврале 2013 года в районе Биг-Бэр-Лейк была проведена масштабная поисковая операция офицера Кристофера Дорнера, который убил трёх человек и ранил четверых. Его застрелили недалек от города — в Анжелус-Оукс.

## Демография
По данным переписи населения 2010 года, население Биг-Бэр-Лейк составило 5 019 человек. Плотность населения составляла 296,6/км2. Расовый состав Биг-Бэр-Лейк составлял 4204 (83,8 %) белых, (73,3 % не испаноязычных), 22 (0.4 %) афроамериканцы, 48 (1,0 %) коренных американцев, 78 (1,6 %) азиатов, 10 (0,2 %) жителей тихоокеанских островов, 491 (9,8 %) представитель других рас и 166 (3,3 %) представителей двух или более рас. Испаноязычные или латиноамериканцы любой расы составляли 1076 человек (21,4 %).
Возрастной состав города согласно переписи 2010 года был распределен следующим образом: 993 человека (19,8 %) в возрасте до 18 лет, 417 человек (8,3 %) в возрасте от 18 до 24 лет, 1021 человек (20,3 %) в возрасте от 25 до 44 лет, 1563 человека (31,1 %) в возрасте от 45 до 64 лет и 1025 человек (20,4 %) в возрасте 65 лет и старше. Средний возраст жителей составил 46,1 года. На каждые 100 женщин приходится 104,7 мужчин. На каждые 100 женщин старше 18 лет приходится 103,8 мужчин.
По данным переписи населения США 2010 года, средний доход семьи в Биг-Бэр-Лейк составлял 32 869 долларов.

## Достопримечательности
Биг-Бэр-Лейк — самое большое курортное озеро в Южной Калифорнии. Главным летним развлечением в Биг-Бэр-Лейк была и остается таковым до сих пор рыбалка. Наиболее распространенными видами рыб являются форель, окунь и сом. Также популярными являются пешие прогулки, катание на горных велосипедах и верховая езда. Национальный лес Сан-Бернардино предлагает множество троп для прогулок разной степени сложности. Во время зимнего сезона Биг-Бэр-Лейк располагает местами для катания на лыжах и сноуборде. Биг-Бэр-Лейк имеет два горнолыжных курорта: Снежная вершина и Медвежья Гора . Город также является местом проведения международного кинофестиваля Big Bear Lake International Film Festival, который проводится там с 1999 года.

## Транспорт
Город обслуживается аэропортом Биг-Бэр-Сити, который находится в Биг-Бэр-Сити.
До Биг-Бэр-Лейк можно добраться по четырем автомагистралям: SR 18 из Хайленда, SR 330 также из Хайленда, SR 38 из Редлендса и SR 18 из Викторвилля. Местное автобусное сообщение осуществляется компанией Mountain Transit.

## Города-побратимы
- Абтенау, Австрия

## Галерея
- Сноубординг
- Биг-Бэр-Лейк зимой
- Печать